# Smallburgh
Smallburgh is een civil parish in het bestuurlijke gebied North Norfolk, in het Engelse graafschap Norfolk met 509 inwoners.